# فوگر
فوگر (به آلمانی: Fugger) یک خانواده مشهور آلمانی است که از طریق بانکداری به ثروت و اهمیت بسیاری رسید، جای خاندان مدیچی در اروپا را گرفت و بخش اعظمی از اقتصاد اروپا را در قرن شانزدهم میلادی کنترل می‌کرد. فوگرها توانستند انحصار بازار مس در اروپا را بدست بگیرند.
فوگرها به دودمان هابسبورگ نزدیک بودند ولی هرگز به لوتریانیسم نگرویدند و کاتولیک ماندند.

## نگارخانه

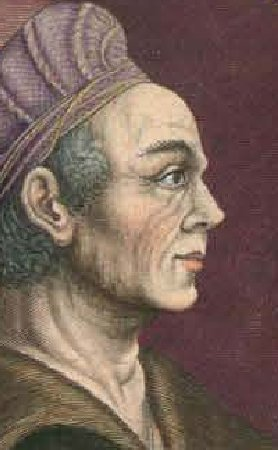
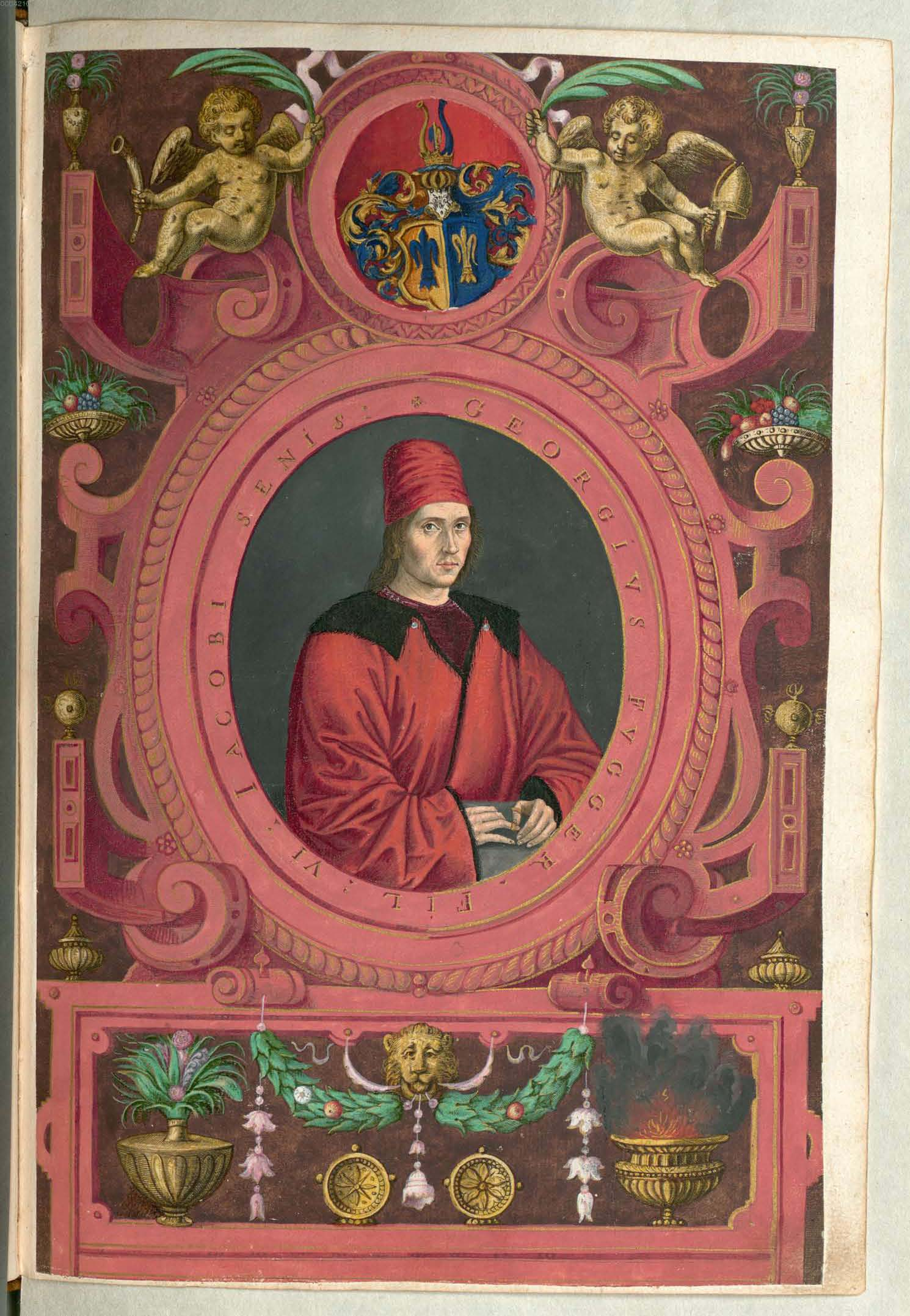
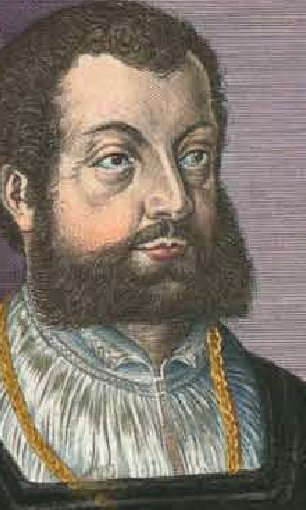
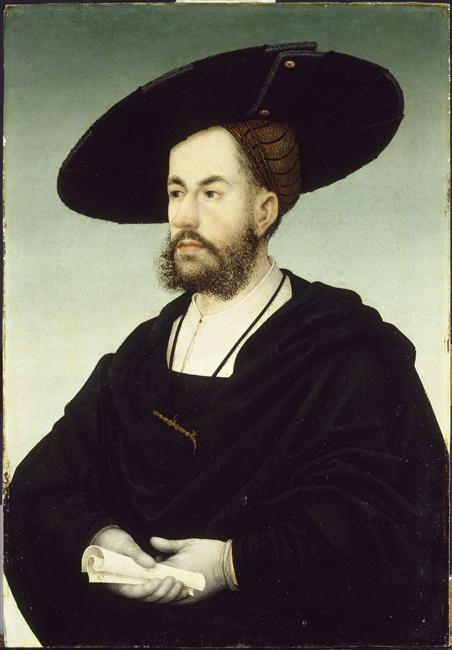
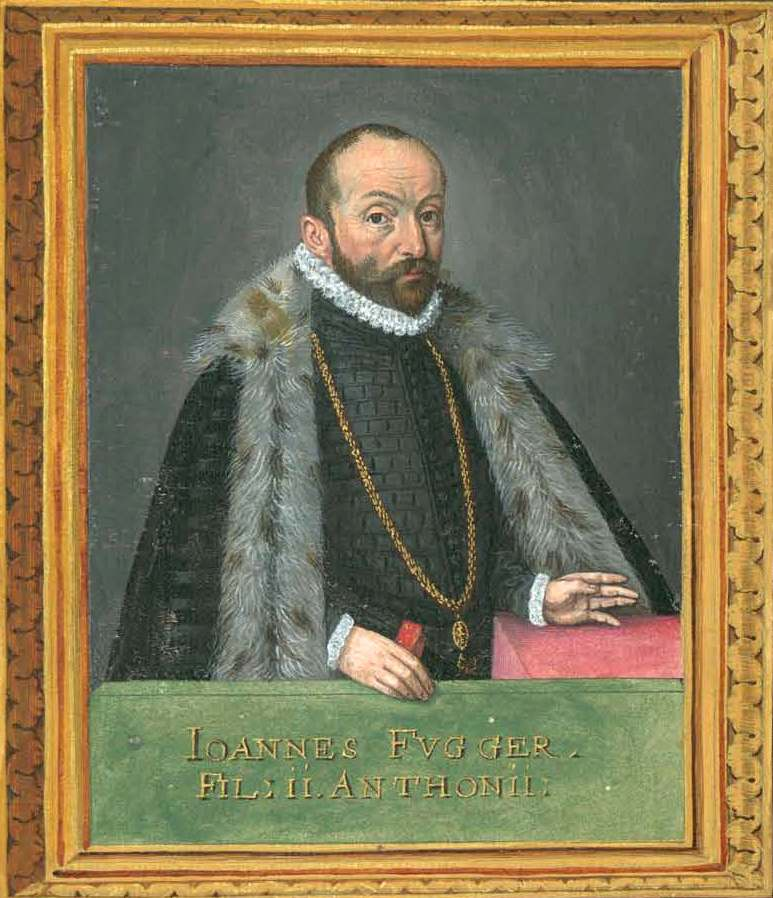
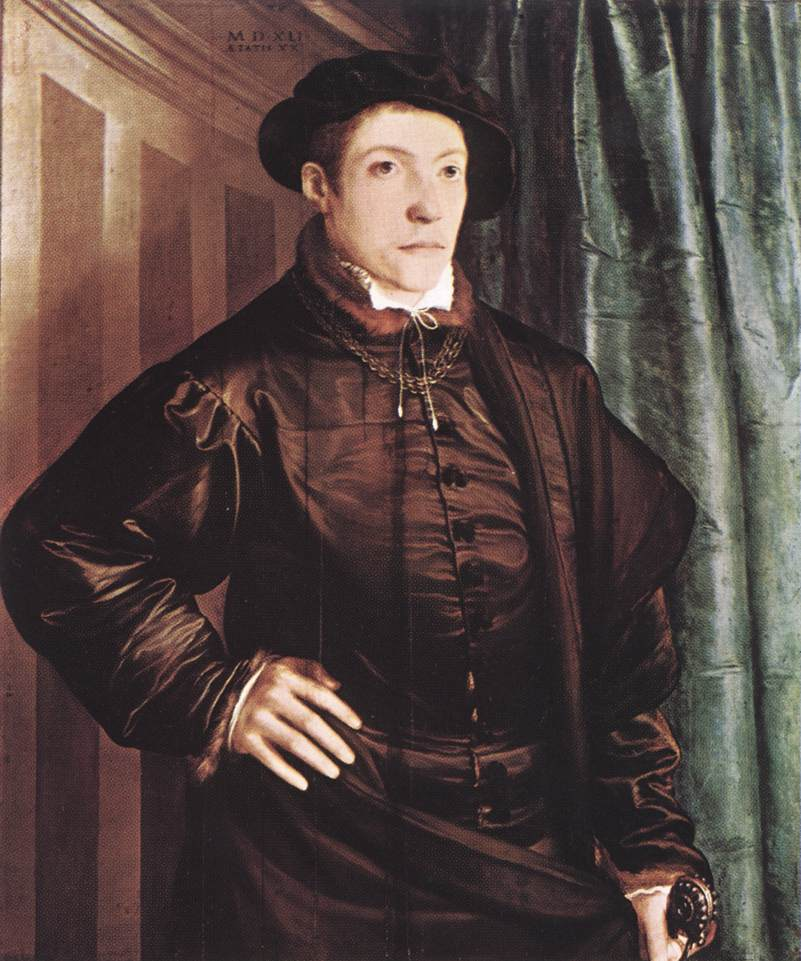